# Onerr
A Onerr é uma companhia brasileira, com sede em Osasco, São Paulo, criada em 1993, para a produção de equipamentos musicais. Sua logomarca nasceu a partir da Microtronix Eletrônica Ltda., fundada em 1986.

## História
Em 1986, a Microtronix Eletrônica foi fundada em São Paulo por dois colegas de trabalho do laboratório de instrumentação do Instituto Oceanográfico da USP, o engenheiro Helio R. de Freitas Jr. e  o técnico Gesner Roberto de Souza. Seu principal produto eram fontes de alimentação para instrumentos musicais. 
Em meados de 1988, Gesner Souza assumiu a totalidade da empresa sobre a razão social Microtronix Eletrônica Ltda. No princípio da década de 1990, a empresa passou a fabricar pedais para teclado e para guitarras.
Logo, para se fortalecer no mercado de acessório de equipamentos musicais, a Microtonix criou a marca Onerr em 1993. A sociedade de Gesner nessa época com Marcelo Mendes deu agressividade comercial a empresa, que se tornou líder de seu segmento. Atualmente a sede da empresa fica em Santana do Parnaíba.

## Produtos
- Amplificador;
- Pedaleira de guitarra;
- Pedal de volume;
- Fonte de alimentação.

## Onerr pelo mundo
A Onerr atua em mais de trinta países pelo mundo. Estados Unidos, Canadá, México, Argentina, Uruguai, Japão, Coreia do Sul, Israel, Malásia, Filipinas, além da Europa, entre outros, são locais onde há distribuição de produtos da marca.